# Aino Planitia (quadrangle)

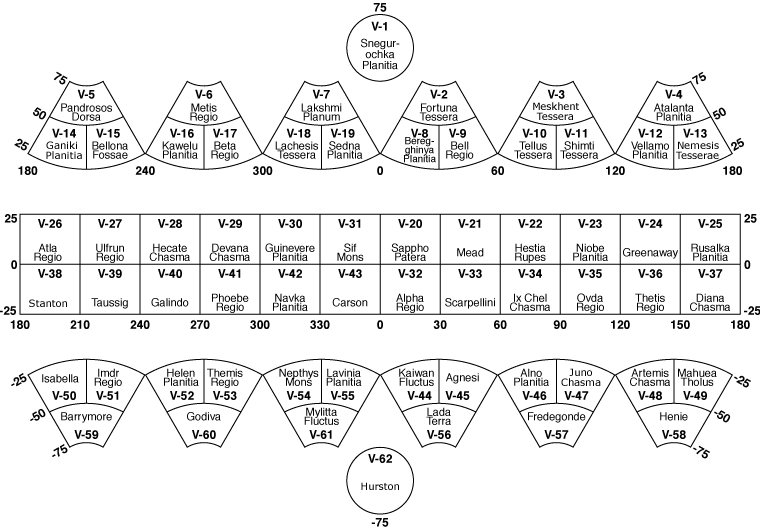
Quadrangles op Venus op schaal 1 : 5.000.000

Aino Planitia (V–46; breedtegraad 25°–50° S, lengtegraad 60°–90° E) is een quadrangle op de planeet Venus. Het is een van de 62 quadrangles op schaal 1 : 5.000.000. Het quadrangle werd genoemd naar de gelijknamige laagvlakte die op zijn beurt is genoemd naar Aino, heldin uit het Finse epos Kalevala.

## Geologische structuren in Aino Planitia
Chasmata
- Gamsilg Chasma

Coronae
- Aramaiti Corona
- Cailleach Corona
- Copia Corona
- Iang-Mdiye Corona
- Indrani Corona
- Khotun Corona
- Makh Corona
- May-Enensi Corona
- Nishtigri Corona
- Ohogetsu Corona

Dorsa
- Kuldurok Dorsa
- Zimcerla Dorsa

Fluctus
- Ilaheva Fluctus
- Oilule Fluctus
- Syvne Fluctus
- Vut-Ami Fluctus

Inslagkraters
- Agrippina
- Emilia
- Germain
- Jodi
- Kastusha
- Leila
- Maurea
- Raki
- Ruit
- Samintang
- Shushan
- Tehina
- Teumere

Montes
- Kunapipi Mons

Paterae
- Mezrina Patera

Planitiae
- Aino Planitia

Tesserae
- Tushita Tesserae
- Xi Wang-mu Tessera

Tholi
- Narina Tholi
- Padma Tholi
- Rosna Tholi

Valles
- Ahsabkab Vallis
- Kimtinh Vallis
- Nommo Valles
- Tan-yondozo Vallis